# Jonathan Hulls

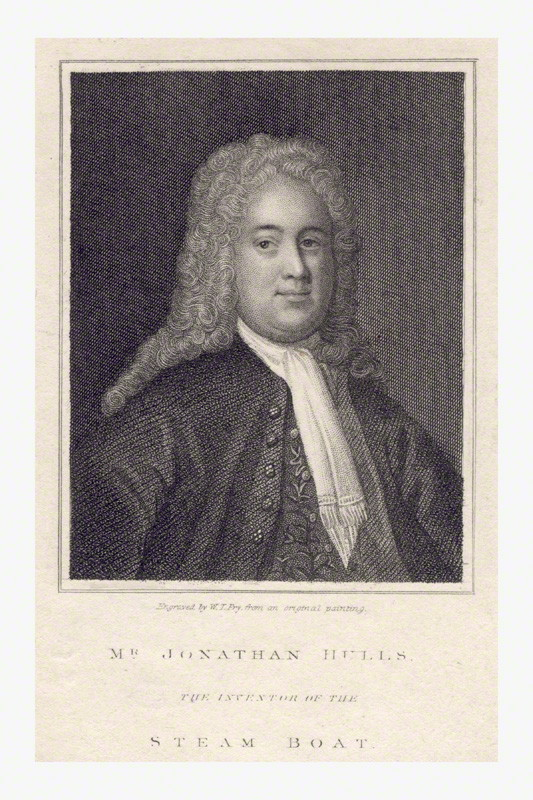
Jonathan Hulls

Jonathan Hulls (* 1699 in Aston Magna, Gloucestershire, England; † 1758 in Broad Campden, Gloucestershire, England) war ein britischer Ingenieur und Erfinder eines Schleppschiffs, das mittels Dampfmaschine angetrieben wurde.

## Leben

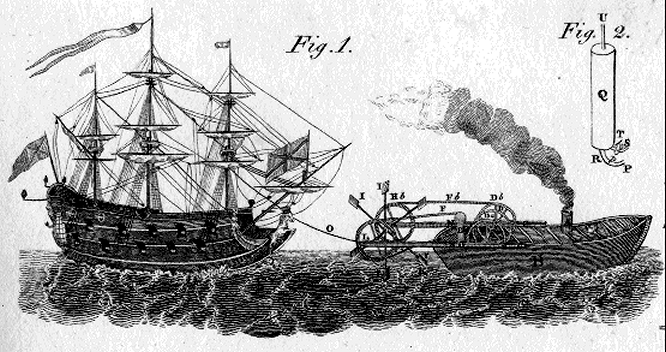
Abbildung des Schleppschiffs aus dem Patent von Hulls

Jonathan Hulls hatte eine gute schulische Bildung, jedoch keine wissenschaftliche Ausbildung. Er soll Uhrmacher gewesen sein. Dampfmaschinen in Aktion sah er wahrscheinlich in den Kohlefeldern von South Staffordshire. Er reichte ein Patent A New Invented Machine for carrying Vessels or Ships out of, or into, any Harbour, Port, or River, against Wind and Tide, or in a Calm (Eine neu erfundene Maschine um Seefahrzeuge und Schiffe aus oder in einen Hafen oder Fluss, gegen Wind und Gezeiten oder bei Windstille zu transportieren) ein, das ihm am 21. Dezember 1736 gewährt wurde und eine Laufzeit von 14 Jahren hatte.
In einem 48-seitigen Papier schlug Jonathan Hulls vor, nicht jedes Schiff mit einer Dampfmaschine auszurüsten, um nicht unnötig Laderaum zu vergeuden, sondern mit Dampfmaschine angetriebene Schlepper in Häfen bereitzuhalten. Die Dampfmaschine sollte ein Schaufelrad am Heck des Schiffes antreiben, wobei die Auf- und Ab-Bewegung des Kolbens mittels einer Sperrklinke in eine Rotation umgewandelt wurde. Hulls bestellte bei der Birmingham Foundry mehrere Teile der Dampfmaschine und rüstete damit vermutlich ein bereits existierendes Schiff aus. Ob dieses Schiff fertiggestellt und getestet wurde, ist unbekannt.